# ابنة العم بيت
ابنة العم بيت (بالفرنسية: La Cousine Bette)‏ هي رواية نشرت عام 1846 بقلم الكاتب الفرنسي أونوريه دي بلزاك. تقع أحداثها في باريس منتصف القرن التاسع عشر، وتحكي قصة امرأة غير متزوجة في منتصف العمر تخطط لتدمير أسرتها الممتدة. تعمل بيت مع فاليري مارنيف، وهي سيدة شابة غير سعيدة بزواجها، ولذلك لإغواء سلسلة من الرجال. أحد هؤلاء هو البارون هيكتور هولو، زوج أدلين ابنة عم بيت. ويضحي هولو بثروة عائلته وسمعته لإرضاء فاليري التي تتركه لصالح تاجر يدعى كريفيل. هذا الكتاب هو جزء من مجموعة «مشاهد من الحياة الباربيسية» في سلسلة الكوميديا الإنسانية.
كانت الروايات المسلسلة تحظى بشعبية كبيرة في فرنسا في أربعينات القرن التاسع عشر، وكانت كتابات أوجين سو الاشتراكية تنال النصيب الأكبر من الاهتمام. أراد بلزاك أن يتحدي تفوق سو، ويثبت نفسه كأشهر مؤلف للروايات المسلسلة في فرنسا. قام بلزاك بالكتابة بسرعة وبتركيز مكثف، وأنتجت جهوده رواية ابنة العم بيت، إحدى أطول رواياته، في غضون شهرين. تم نشرها في جريدة لو كونستيتوسونيل في نهاية عام 1846، ثم جمعها مع عمل مرافق، هو ابن العم بونس، في العام التالي.
تمثل شخصيات الرواية عدة أقطاب متناقضة الأخلاق. ففي جانب تقف بيت الانتقامية وفاليري المخادعة، وفي جانب آخر أدلين الرحيمة وابنتها هورتنس الصبورة. أما رب أسرة هولو فيقع فريسة رغباته الجنسية. زوج هورتنس، وهو منفي بولندي يدعى فينسيسلاس شتاينبوك، يمثل العبقرية الفنية، رغم أنه يستسلم لحالة عدم اليقين وانعدام الحافز. استلهم بلزاك شخصية بيت جزئيا من والدته والشاعرة مارسلين فالمور. مشهد واحد على الأقل يشمل البارون هولو يرجح أنه مستند على حدث في حياة صديق بلزاك، الروائي فكتور هوغو.
يعتبر هذا العمل آخر أعمال بلزاك العظيمة. حيث استخدم أسلوبه بجمع التفاصيل الواقعية مع بانوراما الشخصيات العائدة من الروايات السابقة. وقد أشاد العديد من النقاد على أنها نقطة تحول في مهنة الكاتب، ودعاها آخرون بأنها نص ذو نمط طبيعي. وتمت مقارنتها بمسرحية عطيل بقلم ويليام شكسبير وكذلك رواية الحرب والسلام بقلم ليو تولستوي. تستكشف الرواية موضوعات الرذيلة والفضيلة، وكذلك تأثير المال على المجتمع الفرنسي. وينظر أيضا إلى علاقة بيت مع فاليري بمثابة استكشاف هام لموضوع المثلية. تم إنتاج عدد من الأفلام من القصة، بما فيها سلسلة قصيرة عام 1971 من إنتاج بي بي سي وبطولة مارغريت تيزاك وهيلين ميرين، وفيلم روائي طويل عام 1998 مع جيسيكا لانج في دور البطولة.

## روابط خارجية
- ابنة العم بيت على موقع الموسوعة البريطانية (الإنجليزية)